# Teddy (Filmserie)
Teddy ist eine Lustspielserie mit Paul Heidemann in der Hauptrolle. Die Titel von 23 Filmen sind bekannt.

## Titel der Teddy-Filmreihe
| Jahr | Titel                                     | Nr. der Zensur Berlin | Quelle |
| ---- | ----------------------------------------- | --------------------- | ------ |
| 1914 | Teddy ist herzkrank                       | 14.5                  | GECD   |
| 1914 | Teddy als Filmoperateur                   | 14.10                 | GECD   |
| 1914 | Teddys Verlobungsfahrt                    | 14.13                 | GECD   |
| 1914 | Teddy lässt Mäuse tanzen                  | 14.22                 | GECD   |
| 1914 | Die beiden Schwestern                     | 14.22                 | GECD   |
| 1914 | Teddy chloroformiert seinen Vater         | 14.38                 | GECD   |
| 1914 | Teddy und die Filmschauspielerin          | 14.40                 | GECD   |
| 1914 | Teddys Himmelfahrt                        | 14.42                 | GECD   |
| 1914 | Teddys Hochzeitsmorgen                    | 14.42                 | GECD   |
| 1915 | Teddy und die Hutmacherin                 | 15.26                 | GECD   |
| 1915 | Teddys Geburtstagsgeschenk                | 15.47                 | GECD   |
| 1915 | Teddy im Schlafsofa                       | 37147                 | GECD   |
| 1915 | Teddys Frühlingsfahrt                     | unbekannt             | GECD   |
| 1916 | Teddy und der Rosenkavalier               | 38795                 | GECD   |
| 1916 | Teddy’s Badeabenteuer (Teddy im Damenbad) | 38910                 | GECD   |
| 1916 | Der bestrafte Don Juan                    | 39016                 | GECD   |
| 1916 | Teddy … sein Diener                       | 39169                 | GECD   |
| 1916 | Teddy wird verpackt                       | 39398                 | GECD   |
| 1916 | Wie Teddy zu einer Frau kam               | 39798                 | GECD   |
| 1916 | Teddy geht zum Theater                    | 40016                 | GECD   |
| 1916 | Teddy züchtet Notkartoffeln               | unbekannt             | GECD   |
| 1917 | Paul und Teddy                            | 41035                 | GECD   |
| 1920 | S. M. der Reisende                        | unbekannt             | GECD   |

## Anmerkung
1. ↑  Die Liste ist nach Jahren, dann alphabetisch sortiert. Ob dies alle Filme sind, ist derzeit unbekannt. (Stand: September 2013)